# Ready for Romance
Ready for Romance ist das dritte Studioalbum des deutschen Popduos Modern Talking. Es erschien im Mai 1986 bei Hansa Records. Es trägt auch den Untertitel The 3rd Album.

## Geschichte und Inhalt
Nach zwei Nummer-eins-Alben – wobei der Vorgänger dies nur in der Schweiz schaffte und in Deutschland lediglich Platz zwei erklomm – nahm Dieter Bohlen Ende 1985/Anfang 1986 das dritte Album in Angriff. Obwohl dieser nicht offiziell auf dem Cover genannt wird, wurde das Album von seinem Freund Luis Rodriguez co-produziert. Alle Stücke auf dem Album wurden wiederum von Dieter Bohlen geschrieben, der Gesang stammt von Thomas Anders. Inhaltlich handeln die Titel wie auf den vorherigen Alben oft von Liebe und Romanzen.
Die erste Singleauskopplung Brother Louie erschien bereits vorab im Januar 1986 und schaffte es erneut an die Spitze der deutschen Singlecharts, wo sie vier Wochen blieb. Sie ist nach Rodriguez benannt und ihm gewidmet. Auch die zweite, ebenfalls vorab im April 1986 veröffentlichte Single Atlantis Is Calling (S. O. S. for Love) erreichte Platz eins; für sie erhielt das Duo zudem den Goldenen Löwen von Radio Luxemburg.
1986 durfte Modern Talking als eine der ersten westlichen Bands ihre Alben in der Sowjetunion verkaufen. Die Menschen standen in langen Schlangen an, um die Alben des Duos zu erwerben. Das Lied Hey You wurde auf den dort in großer Stückzahl gepressten Veröffentlichungen allerdings ausgelassen.

## Gestaltung
Für die Gestaltung war wiederum Manfred Vormstein verantwortlich, diesmal gemeinsam mit M. Kortemeier. Von Didi Zill stammen die Photographien. Das Cover zeigt zwei Tauben, eine hell gefärbte, etwas höher im Bild gezeigte, und eine dunkelgrau gefärbte, die etwas tiefer auf dem Bild angeordnet ist.

## Titelliste
1. Brother Louie – 3:41
2. Just We Two (Mona Lisa) – 3:54
3. Lady Lai – 4:55
4. Doctor for My Heart – 3:16
5. Save Me – Don’t Break Me – 3:45
6. Atlantis Is Calling (S. O. S. for Love) – 3:48
7. Keep Love Alive – 3:25
8. Hey You – 3:20
9. Angie’s Heart – 3:37
10. Only Love Can Break My Heart – 3:35[2]

## Kommerzieller Erfolg

### Chartplatzierungen
Das Album wurde zu einem Nummer-eins-Album in Deutschland – wo es 26 Wochen chartnotiert blieb, davon fünf, vom 16. Juni bis zum 14. Juli 1986 auf der Spitzenposition –, wie auch in Österreich und in der Schweiz. Auch in den Niederlanden und Skandinavien erreichte es hohe Chartpositionen, in Großbritannien erreichte es mit Platz 76 als erstes und einziges Album des Duos eine Chartplatzierung.
| ChartsChartplatzierungen     | Höchstplatzierung | Wochen/ Monate |
| ---------------------------- | ----------------- | -------------- |
| Deutschland (GfK)            | 1 (26 Wo.)        | 26 Wo.         |
| Österreich (Ö3)              | 1 (8 Mt.)         | 8 Mt.          |
| Schweiz (IFPI)               | 1 (18 Wo.)        | 18 Wo.         |
| Vereinigtes Königreich (OCC) | 76 (3 Wo.)        | 3 Wo.          |

| ChartsJahrescharts (1986) | Platzierung |
| ------------------------- | ----------- |
| Deutschland (GfK)         | 13          |
| Österreich (Ö3)           | 8           |
| Schweiz (IFPI)            | 20          |

### Auszeichnungen für Musikverkäufe
In Deutschland erreichte Ready for Romance Platin-Status.
| Land/Region           | Auszeichnungen für Musikverkäufe (Land/Region, Auszeichnung, Verkäufe) | Verkäufe |
| --------------------- | ---------------------------------------------------------------------- | -------- |
| Belgien (BRMA)        | Gold                                                                   | 25.000   |
| Deutschland (BVMI)    | Platin                                                                 | 500.000  |
| Hongkong (IFPI/HKRIA) | Gold                                                                   | 10.000   |
| Österreich (IFPI)     | Gold                                                                   | 25.000   |
| Spanien (Promusicae)  | Platin                                                                 | 100.000  |
| Insgesamt             | 3× Gold · 2× Platin ·                                                  | 660.000  |